# Dendrítico
Dendrítico é um regime hidrográfico fluvial caracterizado por uma grande quantidade de afluentes e subafluentes. Comum em planícies localizadas em regiões de clima tropical, com chuvas abundantes. O termo vem do grego, dendron (galho), já que visto em um mapa os cursos d'água formam um traçado que lembra os galhos da copa de uma árvore.
Rios com regimes dendrícos são o Amazonas, o Mississipi e o Congo.